# Mysidia pulchella
Mysidia pulchella är en insektsart som beskrevs av Broomfield 1985. Mysidia pulchella ingår i släktet Mysidia och familjen Derbidae. Inga underarter finns listade i Catalogue of Life.